# 中川良夫
中川 良夫（なかがわ よしお）は、東京都出身の、日本の柔道家。階級は重量級(93kg超級)。現役時代は身長178cm。体重105kg。

## 経歴
早稲田大学時代の1968年には優勝大会の決勝で明治大学に敗れるも優秀選手に選ばれた。体重別の重量級では決勝で博報堂の佐藤宣践に敗れたが2位となった。リスボンで開催された世界学生の超重量級(93kg超級)では決勝まで全て一本勝ちすると、日大の高木長之助を払巻込の技ありで破って優勝した。無差別でもオール一本勝ちで決勝まで進むが、明治大学の須磨周司に判定で敗れて2位にとどまった。団体戦ではオール一本勝ちしてチームの優勝に貢献した。続く全日本学生選手権の重量級では決勝でそれまで分の良くなかった拓殖大学の西村昌樹を大外返で破って優勝を果たした。
大学を卒業後は東レの所属となると、1971年のフランス国際はケガで棄権した。実業個人選手権3部は2位だった。1972年の体重別では3位になった。引退後は早稲田大学柔道部の監督になる。2008年に辞任。　

## 戦績
- 1967年 -　全日本学生選手権 重量級　3位
- 1968年 -　優勝大会　2位
- 1968年 -　体重別　2位
- 1968年 -　世界学生　個人戦　重量級　優勝 無差別　2位　団体戦　優勝
- 1968年 -　全日本学生選手権 重量級　優勝
- 1971年 -　実業個人選手権　3部（20～25歳）　2位
- 1972年 -　体重別　3位

(出典、JudoInside.com)。